# Estampat de metalls

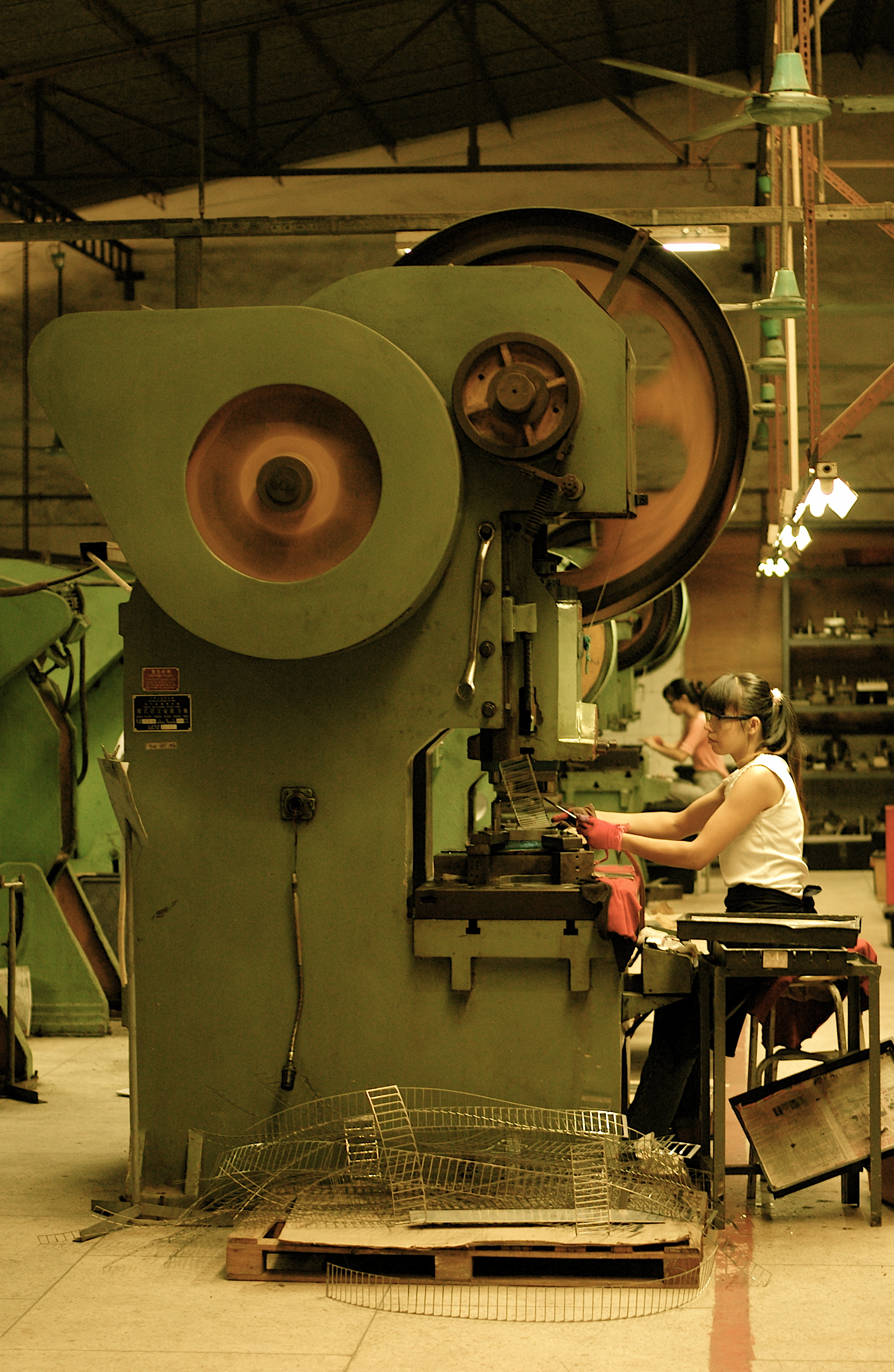
Màquina per estampació de xapa.

Animació d'una premsa

L'estampació, estampada o estampament de metalls és un procés de producció i elaboració dels metalls que compren tasques com l'embotiment i l'encunyació de xapa. És una de les operacions per a obtenció de peces per deformació i tall de xapa que es realitzen en premses. L'estampat en metalls es realitza per pressió, on la xapa s'adapta a la forma del motlle. L'estampament és una de les tasques de mecanització més fàcils que existeixen i permet d'obtenir un gran nivell d'automatisme en el procés quan es tracta de realitzar grans sèries d'un mateix producte. El procés d'estampació de metalls es pot realitzar en fred o en calent. L'estampament en calent s'anomena forja i té un funcionament diferent a l'estampat en fred que es realitza a les xapes generalment. Les xapes d'acer, alumini, plata, llautó i or són les més adequades per a l'estampada. Una de les operacions d'estampada més conegudes és la que realitza l'estampament de les cares de les monedes. Els elements claus de l'estampació el constitueixen una premsa, que pot ser mecànica o hidràulica, segons la potència necessària, que pot tenir mida, forma i potència molt variada; i una matriu o un motlle, on es dona la forma de l'estampament requerit, o un punxó on hi ha gravat el dibuix que es vol encunyar a la xapa, i que donant-hi un cop sec resta gravat.